# Би Джийс
„Би Джийс“ (на английски: Bee Gees) е австралийско-британска музикална група, основана през 1958 г. от братята Бари Гиб, Морис Гиб и Робин Гиб. Триото има голям успех в популярната музика в края на 60-те и началото на 70-те години на XX век и след това като водещи изпълнители на диско ерата в средата до края на 70-те години. Групата пее в разпознаваеми тесни хармонии – в ранните години водещо е ясното вибрато на Робин Гиб, а от средата на 70-те години запазена марка на групата става ритъм енд блус фалцетът на Бари Гиб. Членовете на групата пишат сами цялата си оригинална музика, също пишат и продуцират няколко големи хита на други изпълнители и са смятани за едни от най-влиятелните изпълнители в историята на поп музиката. В медиите ги наричат „кралете на диското“, „британското Първо семейство на хармонията“ и „кралете на денс музиката“.
Родени на остров Ман в семейство на англичани, до края на 50-те години братята Гиб живеят в предградията на Манчестър. Там през 1955 година те основават групата за скифъл и рокендрол „Ратълснейкс“. След това семейството се премества в Австралия, където постигат първите си успехи в класациите под името „Би Джийс“. Връщат се във Великобритания през 1967 година и продуцентът Робърт Стигуд започва да ги промотира пред публика по целия свят. Повратна точка в кариерата им е саундтракът за филма „Треска в събота вечер“ (1977) – както филмът, така и саундтракът имат широко културно въздействие по света, увеличавайки популярността на диско музиката сред широката публика. За саундтрака „Би Джийс“ получават пет награди „Грами“, сред които и „Албум на годината“.
Групата работи заедно до смъртта на Морис Гиб през 2003 г. През 2009 г. съставът е отново реформиран, но се разпада отново през 2012 г., когато умира и другият близнак – Робин Гиб.

## Дискография
- „The Bee Gees Sing and Play 14 Barry Gibb Songs“ (1965)
- „Spicks and Specks“ (1966)
- „Bee Gees 1st“ (1967)
- „Horizontal“ (1968)
- „Idea“ (1968)
- „Odessa“ (1969)
- „Cucumber Castle“ (1970)
- „2 Years On“ (1970)
- „Trafalgar“ (1971)
- „To Whom It May Concern“ (1972)
- „Life in a Tin Can“ (1973)
- „Mr. Natural“ (1974)
- „Main Course“ (1975)
- „Children of the World“ (1976)
- „Spirits Having Flown“ (1979)
- „Living Eyes“ (1981)
- „E.S.P.“ (1987)
- „One“ (1989)
- „High Civilization“ (1991)
- „Size Isn't Everything“ (1993)
- „Still Waters“ (1997)
- „This Is Where I Came In“ (2001)